# Arcturina psittacus
Arcturina psittacus är en kräftdjursart som beskrevs av Bamber 2008. Arcturina psittacus ingår i släktet Arcturina och familjen Arcturidae. Inga underarter finns listade i Catalogue of Life.